# 調布飛行場
調布飛行場（日语：／ Chōfu hikōjō */?）是日本東京都調布市境內的機場，通稱「調布機場」。

## 機場數據
- 面積：約39公頃
- 管理區：機場跑道中心點高度約750米，半徑5千米的空中區域。
- 運用方式：儀器飛行規則（只限定期航班飛機），目視飛行規則（其他的飛機）

## 路線
- 新中央航空
  - 大島機場、新島機場、神津島機場、三宅島機場

## 外部連結
- 調布飛行場|東京都の離島・空港|東京都港湾局公式ホームページ （页面存档备份，存于） （日語）
- 調布飛行場   |  国土交通省東京航空局 （页面存档备份，存于） （日語）
- 東京都調布飛行場管理事務所 | 調布市 （页面存档备份，存于） （日語）